# 甘迪亚足球俱乐部
甘迪亚足球俱乐部（Club de Fútbol Gandía），为西班牙甘迪亚市的一个足球俱乐部，成立于1947年。